# Iglesia de San Francisco de Paula (La Habana)
La iglesia de San Francisco de Paula es un templo religioso de culto católico bajo la advocación de San Francisco de Paula, situado en la alameda que lleva su nombre cerca de la bahía de la ciudad de La Habana, capital estatal de Cuba.

## Historia
Esta iglesia y el hospital de mujeres aledaño fueron fundados gracias a Nicolás Estévez Borges, Rector de la Parroquial Mayor de la ciudad de San Cristóbal de La Habana y deán electo de la Catedral de Santiago de Cuba, quien el 10 de diciembre de 1664 confirió poder para testar en su nombre al Sr. Obispo Don Juan de Santo Mathia Sáenz de Mañozca y Murillo y al maestre de campo Francisco Dávila Orejón Gastón, dejándoles escrita una memoria con las instrucciones para revelar su testamento, lo cual estos últimos realizaron el 25 de abril de 1665 ante el escribano Don Domingo Fernández Calaza.
Con el legado del presbítero (45 002 pesos y 4 reales) y limosnas, se comenzó a construir la ermita, cuya primera piedra fue colocada el 27 de febrero de 1668, aunque se desconoce la fecha exacta de la conclusión.
Con el respaldo del obispo Juan de Santo Matías, se llevó a cabo la construcción del templo y del hospicio, inicialmente equipado con cuatro camas para la recuperación de mujeres necesitadas. Sin embargo, en 1730 la ciudad sufrió el embate de un huracán que devastó la primitiva iglesia, evidenciando su fragilidad estructural. Posteriormente, se emprendió la construcción de un nuevo templo que fue finalizado en 1745 bajo el impulso del obispo Lazo de la Vega. La fachada principal de este nuevo edificio albergaba tres esculturas representativas: San Francisco de Paula, San Pedro y San Pablo. Además, se realizaron trabajos de restauración en la enfermería y se añadieron nuevas instalaciones. 

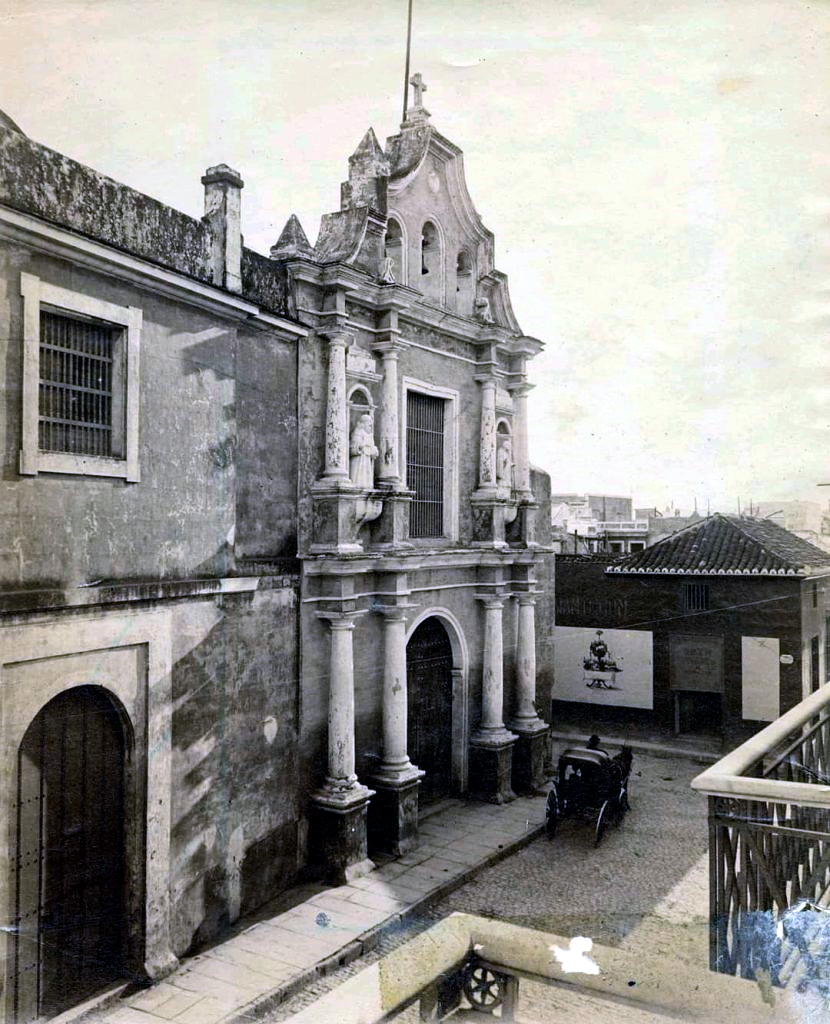
Fechada de la iglesia en 1905

A pesar de que las puertas del hospital y la iglesia cerraron definitivamente en 1907 y el edificio fue vendido a una empresa portuaria, la iglesia logró ser salvada del destino de abandono gracias a los esfuerzos del historiador Emilio Roig. Roig, junto con la Junta Nacional de Arqueología y Etnología, logró que la Iglesia de San Francisco de Paula fuera declarada Monumento Nacional en 1944, evitando su demolición.
A pesar de haber sido utilizada como almacén durante un tiempo, en 1946 la iglesia fue restaurada por el arquitecto Félix Cavarrocas, marcando el inicio de una serie de usos variados para el edificio. Desde la década de 1950 hasta mediados de  1990, albergó el Instituto de Investigaciones Folklóricas y posteriormente el Centro de la Música, antes de ser cedido a la Oficina del Historiador en 1996.
Entre 1996 y 1997, se llevaron a cabo excavaciones arqueológicas que revelaron la práctica de servicios funerarios en el templo, documentando entierros de personas de diferentes géneros, edades y estratos sociales.
A partir de 1998, se emprendió un proceso de restauración integral de la iglesia, que incluyó el tratamiento de muros, fachada y cúpula, así como la recuperación de la cruz de hierro y tres campanas originales. En el año 2000, la iglesia y la Alameda de Paula fueron renovadas gracias a la labor de la Oficina del Historiador de la Ciudad y el apoyo financiero de la Agencia Española de Cooperación Internacional. La iglesia fue transformada en una sala de conciertos como parte del plan de rehabilitación de la Avenida del Puerto, destacándose también la recuperación del órgano original de la iglesia, construido en Francia entre 1845 y 1855, un tesoro histórico de la música cubana.

## Descripción
En su construcción se destaca la fachada barroca, así como la cúpula, y las vidrieras. La fachada se asemeja a las de la iglesia de Santo Domingo, en Guanabacoa, y del convento de San Francisco de Asís, también erigidos durante el siglo XVIII.
Según refiere Joaquín Weiss en su libro "La arquitectura colonial cubana", se trata de un  edificio, cuyo esquematismo de formas, más que a una influencia herreriana, se debe a la tosquedad de la piedra autóctona, que no resistía rebuscamiento de formas.

### Órgano
- Órgano — Daublaine-Ducroquet, Francia, (ca.1845-1855)

Uno de los únicos órganos de Cuba que se conserva íntegramente en su emplazamiento primigenio, dado que los órganos coetáneos (o antecesores) de Cuba desaparecieron o tuvieron fuertes cambios estéticos. Fue renovado para la inauguración la VI edición del Festival Internacional de Música Antigua Esteban Salas, en el cual se realizaron representaciones de maestros organistas.
De sistema mecánico, conserva gran parte de la tubería y maquinaria originales, cuya restauración fue llevada a cabo por el taller del organero Joaquín Lois, en Tordesillas, (Valladolid, España), quien contó con la recomendación de la Universidad de Valladolid y del Instituto de Órganos Históricos de Oaxaca, México.